# Великомихайлівський район
Великомиха́йлівський райо́н (до 15.12.1945 року Гросулівський) — колишній район Одеської області України, займав територію 143.6 тис. га. Адміністративним, господарським і культурно-побутовим центром району було селище міського типу Велика Михайлівка.

## Історія
7 березня 1923 року було створено Гросулівський район Одеської округи з Ново-Петрівскої, Касельської та Розаліївської волостей з центром у Гросуловому.
30 грудня 1962 року район був ліквідований, Гребениківська, Мигаївська, Новоселівська і Слов'яно-Сербська сільради ввійшли до складу Роздільнянського району, смт Велика Михайлівка та сільради Великокомарівська, Великоплосківська, Комарівська, Новоборисівська, Полезненська і Тростянецька — до Фрунзівського району.
4 січня 1965 року Великомихайлівський район був заново створений у складі: Великомихайлівської селищної ради і Великокомарівської, Векоплосківської, Кіровської, Комарівської, Новоборисівської, Полєзненської та Тростянецької сільрад Фрунзівського району; Михайлопільської сільради Комінтернівського району; Цебриківської селищної ради і Гребениківської, Мигаївської, Новоселівської, Петрівської, Слов'яно-Сербської, Чапаєвської та Червонознам'янської сільрад Роздільнянського району.
Великомихайлівський район був ліквідований 17 липня 2020 року. Більша частина ліквідованого району ввійшла до складу нового Роздільнянського району, лише території трьох сільрад ввійшли до складу Знам'янської громади Березівського району.

## Географія
Район був розташований на заході області. Він межував на півночі з Захарівським і Ширяївським, на сході — з Іванівським, на півдні з Роздільнянським районами Одеської області. На заході — з Республікою Молдова. Клімат помірно континентальний, посушливий.

### ПЗФ
На території району створено ландшафтний заказник місцевого значення Фрасине.

## Економіка
Промисловість району, в основному, представлена підприємствами сільськогосподарської, харчової та переробної діяльності. Станом на 2008 рік у районі працюють 54 сільськогосподарські агроформування різних форм власності.
В районі працюють відділення Ощадбанку та «ПриватБанку».

## Транспорт
Територією району проходить залізнична магістраль Одеса—Київ із залізничними станціями: Іванівка, Веселий Кут, Мигаєве, а також автошлях E95М05.

## Населення
Розподіл населення за віком та статтю (2001)
| Стать | Всього | До 15 років | 15-24 | 25-44 | 45-64 | 65-85 | Понад 85 |
| --- | ------ | ----------- | ----- | ----- | ----- | ----- | -------- |
| Чоловіки | 15 395 | 3671        | 2232  | 4586  | 3414  | 1437  | 55       |
| Жінки | 17 289 | 3424        | 2141  | 4443  | 4083  | 2996  | 202      |
| \| Статево-вікова піраміда \| Статево-вікова піраміда \| Статево-вікова піраміда \| \| ----------------------- \| ----------------------- \| ----------------------- \| \| Чоловіки \| Вік \| Жінки \| \| 55 \| 85 + \| 202 \| \| 70 \| 80-84 \| 343 \| \| 234 \| 75-79 \| 696 \| \| 506 \| 70-74 \| 978 \| \| 627 \| 65-69 \| 979 \| \| 968 \| 60-64 \| 1349 \| \| 592 \| 55-59 \| 769 \| \| 866 \| 50-54 \| 945 \| \| 988 \| 45-49 \| 1020 \| \| 1160 \| 40-44 \| 1099 \| \| 1204 \| 35-39 \| 1153 \| \| 1113 \| 30-34 \| 1144 \| \| 1109 \| 25-29 \| 1047 \| \| 1006 \| 20-24 \| 991 \| \| 1226 \| 15-20 \| 1150 \| \| 1444 \| 10-14 \| 1364 \| \| 1220 \| 5-9 \| 1151 \| \| 1007 \| 0-4 \| 909 \| |        |             |       |       |       |       |          |
| Статево-вікова піраміда |        |             |       |       |       |       |          |
| Чоловіки | Вік    | Жінки       |       |       |       |       |          |
| 55 | 85 +   | 202         |       |       |       |       |          |
| 70 | 80-84  | 343         |       |       |       |       |          |
| 234 | 75-79  | 696         |       |       |       |       |          |
| 506 | 70-74  | 978         |       |       |       |       |          |
| 627 | 65-69  | 979         |       |       |       |       |          |
| 968 | 60-64  | 1349        |       |       |       |       |          |
| 592 | 55-59  | 769         |       |       |       |       |          |
| 866 | 50-54  | 945         |       |       |       |       |          |
| 988 | 45-49  | 1020        |       |       |       |       |          |
| 1160 | 40-44  | 1099        |       |       |       |       |          |
| 1204 | 35-39  | 1153        |       |       |       |       |          |
| 1113 | 30-34  | 1144        |       |       |       |       |          |
| 1109 | 25-29  | 1047        |       |       |       |       |          |
| 1006 | 20-24  | 991         |       |       |       |       |          |
| 1226 | 15-20  | 1150        |       |       |       |       |          |
| 1444 | 10-14  | 1364        |       |       |       |       |          |
| 1220 | 5-9    | 1151        |       |       |       |       |          |
| 1007 | 0-4    | 909         |       |       |       |       |          |

Національний склад населення за даними перепису 2001 року:
| Національність | Кількість осіб | Відсоток |
| -------------- | -------------- | -------- |
| українці       | 25941          | 79,36 %  |
| росіяни        | 4733           | 14,48 %  |
| молдовани      | 1247           | 3,81 %   |
| болгари        | 348            | 1,06 %   |
| вірмени        | 97             | 0,30 %   |
| інші           | 321            | 0,98 %   |

Мовний склад населення за даними перепису 2001 року:
| Мова       | Кількість осіб | Відсоток |
| ---------- | -------------- | -------- |
| українська | 26266          | 80,36 %  |
| російська  | 5020           | 15,36 %  |
| молдовська | 963            | 2,95 %   |
| болгарська | 177            | 0,54 %   |
| вірменська | 86             | 0,26 %   |
| інші       | 175            | 0,54 %   |

Населення району мешкає у 82 населених пунктах (із них 2 селища міського типу), що входять до 2 селищних та 22 сільських рад і станом на 2015 рік становило 31 083 осіб, з них міського — 8 492, сільського — 22 591 осіб.

## Політика
25 травня 2014 року відбулися Президентські вибори України. У межах Великомихайлівського району було створено 26 виборчих дільниць. Явка на виборах складала — 45,42 % (проголосували 10 222 із 22 507 виборців). Найбільшу кількість голосів отримав Петро Порошенко — 43,98 % (4 496 виборців); Сергій Тігіпко — 15,63 % (1 598 виборців), Юлія Тимошенко — 10,75 % (1 099 виборців), Олег Ляшко — 6,39 % (653 виборців), Петро Симоненко — 6,04 % (617 виборців). Решта кандидатів набрали меншу кількість голосів. Кількість недійсних або зіпсованих бюлетенів — 3,16 %.

## Соціальна сфера
На території району функціонують 27 шкіл, аграрний ліцей. Вісім дитячих дошкільних установ.
В охороні здоров'я функціонує 6 лікувальних установ, 2 лікарні, 4 амбулаторії, 28 фельдшерсько-акушерських пункти, відділення швидкої невідкладної допомоги, 6 аптек.
Функціонує історико-краєзнавчий музей.
Наявність 24 клубів і будинків культури на 8,7 тис. місць.
Випускається районна газета «Єдність».
У районі функціонує футбольний клуб «Атлетик», дитяча юнацька спортивна школа.
Електропостачання району здійснюється від Центрального підприємства електромереж.
Послуги електрозв'язку надає Великомихайлівський цех Іванівського центру електрозв'язку Одеської дирекції Укртелеком.
Послуги поштового зв'язку надає Великомихайлівська дільниця з надання послуг поштового зв'язку Ширяєвського ЦПЗ № 3 Одеської дирекції Укрпошта.